# Roques de la Ferrera
Les Roques de la Ferrera és una formació rocosa de 1.861,5 metres d'altitud del municipi de la Torre de Cabdella, dins del seu terme primigeni.
Estan situades un quilòmetres a ponent del poble de Cabdella, i constitueixen el contrafort de llevant del Fitero.